# ایرلینگ (آیووا)
ایرلینگ (به انگلیسی: Earling) شهری در ایالت آیووا کشور ایالات متحده آمریکا است که جمعیت آن در سرشماری سال ۲۰۱۰ میلادی، ۴۳۷ نفر بوده‌است.